# Lissonota cracens
Lissonota cracens är en stekelart som beskrevs av Henry Keith Townes, Jr. 1978. Lissonota cracens ingår i släktet Lissonota och familjen brokparasitsteklar. Inga underarter finns listade i Catalogue of Life.